# Stark Industries
Stark Industries (ou anteriormente Stark International, Stark Innovations, Stark/Fujikawa, Stark Enterprises e Stark Resilient) é uma empresa fictícia do Universo Marvel, propriedade do bilionário Tony Stark e dirigida por sua gerente de negócios, Pepper Potts. A empresa foi fundada por Howard Stark, falecido pai de Tony. Além de gerar renda para Stark, as várias atividades da organização também servem para facilitar as empresas de segurança aérea Lockheed Martin e Northrop Grumman e está listada na Bolsa de Valores de Nova Iorque como SIA.
Em Homem de Ferro, primeiro filme do Universo Cinematográfico Marvel, durante a cena da coletiva de imprensa, Tony Stark é visto entrando em um prédio que assemelha-se a entrada para as instalações da Lockheed Martin Skunk Works. Um avião muito semelhante ao Northrop YF-23 manteve-se em frente das instalações na Indústrias Stark, exatamente como o protótipo em exposição na sede da Northrop Grumman no momento da filmagem do filme.

## Outras versões

### Marvel 2099
Em Marvel 2099 (uma realidade futuro alternativo definido em 2099), Stark Fujikawa é um grande poder corporativo, ao lado Roxxon. Os únicos membros da equipe conhecidos são Hikaru-Sama e Shudo.

### Ultimate Marvel
Stark Industries também aparece no Universo Ultimate Assim como Stark Internacional nas Ultimates Comics.
Soluções Stark também aparece como uma empresa separada de propriedade do irmão mais velho de Tony Stark Dr. Gregory Stark.

### MC2
No futuro da realidade alternativa de MC2, a empresa é conhecida como Stark Global Industries e é detida e gerida por Tony Stark.

### What If?
Em uma história da linha What If, a empresa é conhecida como Stark Interplanetary e criaram os Irondroids.

### Amalgam Comis
No mundo de Amalgam Comics, a empresa é conhecida como Stark Aircraft (uma fusão entre Stark Industries e Ferris Aircraft). Os funcionários só conhecidos são Janice Doremus, Pepper Ferris,  Happy Kalmaku, Stewart Rhodes, Hal Stark

## Biografia
Stark Industries foi fundada por Isaac Stark Sr no século 19 e, mais tarde tomado por Howard Stark e depois por seu filho Tony, depois de sua morte. Ao longo dos anos, através de falência, a "morte" de Tony, Tony de retorno e aquisições hostis, a empresa passou por muitas mudanças de nome incluindo Stark Internacional (mais tarde Stane Internacional), Stark Enterprises, Stark / Fujikawa e Stark Solutions.

### Stark Industries

#### Função
A empresa é uma empresa de tecnologia que desenvolve e fabrica avançadas tecnologias de armas e de defesa. A empresa fabrica a armadura usada por Iron Man e War Machine. Ele cria os helicarriers usados por SHIELD que produz os Quinjets utilizados pelos Vingadores.

#### Funcionários
- Tony Stark - Presidente das Stark Industries
- James Rhodes
- Obadiah Stane
- Pepper Potts
- Happy Hogan - motorista da CEO
- Dr. Gray Armond - Chefe Designer.
- Harmon Furmintz - Membro da divisão bioquímica Stark Industries" Ele trabalhou para Genetech e nasceu por volta de 1918. Ele foi uma criança prodígio e recrutado como candidato para projeto Super Soldado, mas foi rejeitado devido a ter hemofilia. Ele tentou ganhar o poder de Terrax, mas o seu corpo e mente foram destruídos por Shafear e reformada em duplicado de sua autoria.
- Jacob Fury - O ex-cientista da pesquisa.
- Sally McIntyre
- Eddie Março - O ex-parte da Legião de Ferro.
- Kevin O'Bryan
- Ralph Roberts
- Anton Vanko - O ex-cientista-chefe e desenvolvedor chefe.
- Arwyn Zurrow - Chefe das instalações de Miami.

#### Subdiárias
- Projeto: Caribbean(pessoal desconhecido) - Indústrias Stark fez um esforço para iniciar uma planta no Haiti, no entanto, foi destruída por noite Fantasma.

### Stark Internacional
Originalmente Indústrias Stark, o nome foi mudado quando a empresa deixou de fabricar munições, com Tony entregando o cargo de CEO para Pepper Potts. Eventualmente, a empresa foi adquirida por Obadiah Stane, após uma aquisição hostil ele a rebatizou Stane Internacional.

#### Funcionários
- Tony Stark - CEO Original
- James Rupert Rhodes - Piloto, depois Agindo CEO
- Bambi Arbogast -. Um assistente executivo [20]
- Yvette Avril [21] - Trabalhou para a filial francesa da Stark Internacional e foi trazido para os EUA para se tornar vice-presidente da instalação de Long Island. Ela tentou em vão salvar a empresa, quando Tony Stark foi em uma grande bebedeira e sair após aquisição pela Obadiah Stane.
- Bethany Cabe
- Dianne Carruthers
- Morley Erwin - Circuitos Pertencentes Maximus, bem como de trabalho Stark International. Ele é o irmão de Clitemnestra Erwin. Ele também ajudou Jim Rhodes a aprender a usar a armadura do Homem de Ferro, ajudou a formar Circuits Maximus, morto quando Obadiah Stane tinha as Circuits Maximus prédio bombardeado
- Abe Klein -. Diretor de Engenharia - Velho professor de engenharia elétrica de Tony Stark. Morto por Mordecai Midas.
- Scott Lang (homem formiga)
- Kristine "Krissy" Longfellow -. Ela posou como secretária de Tony Stark para estar perto dele, sem envolve-lo com um criminoso.
- Harold Marcas (Techno-Killer) - Uma pesquisador técnico. Ele deixou de trabalhar por autor James Spencer; construiu uma armadura, a fim de ganhar o respeito e a vingança da percepção de falta de apreciação.
- Vincent "Vic" Martinelli - Um guarda de segurança. Ele era um ex-soldado e arquiteto que trabalhou para Innovations Williams antes de trabalhar na Stark International. Ele permaneceu com Obidiah Stane após sua aquisição hostil devido à dificuldade em encontrar um novo emprego.
- Artemus "Artie" Pithins -. Diretor de Relações Públicas. Atualmente é secretário de Imprensa da Casa Branca. Saia de Stark Internacional depois Obadiah Stane assumiu.
- Erica Sondheim -. Diretor Médico
- Carl Walker - [o volume e número necessário]
- Cerejeira - Uma cientista. Ela estudou os braços de Adamantium do Doutor Octopus.